# عوض كريمي (مقاطعة فراشبند)
عوض كريمي (بالإنجليزية: Tolombeh-ye Avaz Karimi)‏ هي human-geographic territorial entity تقع في فارس في إيران.